# Лекюрри
Лекюрри́ (фр. Lescurry, окс. Lescurri) — коммуна во Франции, находится в регионе Юг — Пиренеи. Департамент — Верхние Пиренеи. Входит в состав кантона Рабастенс-де-Бигор. Округ коммуны — Тарб.
Код INSEE коммуны — 65269.

## География

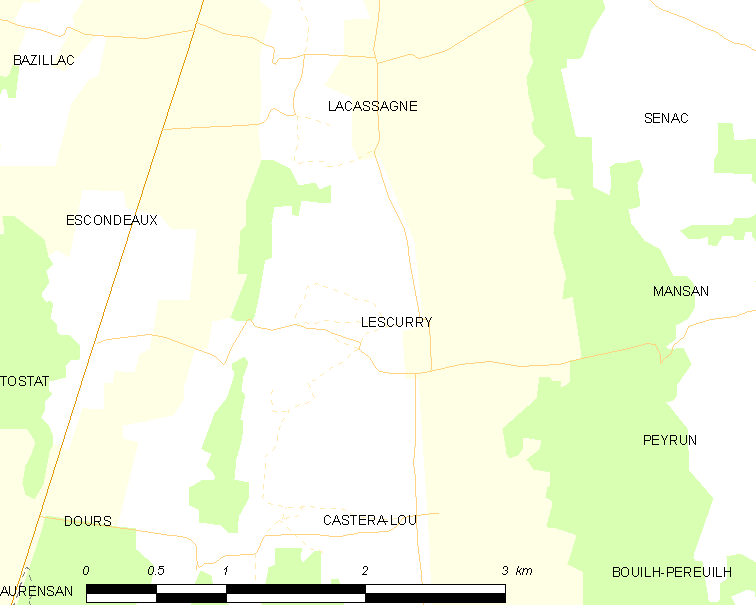
Карта коммуны

Коммуна расположена приблизительно в 640 км к югу от Парижа, в 110 км западнее Тулузы, в 14 км к северо-востоку от Тарба.
Коммуна расположена в местности Бигорр. На западе коммуны проходит канал Аларик.

## Климат
Климат умеренно-океанический с солнечной тёплой погодой и обильными осадками на протяжении практически всего года.

## Население
Население коммуны на 2010 год составляло 178 человек.
| 1962 | 1968 | 1975 | 1982 | 1990 | 1999 | 2010 |
| ---- | ---- | ---- | ---- | ---- | ---- | ---- |
| 170  | 149  | 149  | 172  | 189  | 163  | 178  |

## Администрация
| Период | Период | Фамилия       | Партия | Примечания |
| ------ | ------ | ------------- | ------ | ---------- |
| 2001   | 2014   | Мариз Галинье |        |            |
| 2014   | 2020   | Ролан Артюс   |        |            |

## Экономика
В 2010 году среди 112 человек трудоспособного возраста (15-64 лет) 88 были экономически активными, 24 — неактивными (показатель активности — 78,6 %, в 1999 году было 72,0 %). Из 88 активных жителей работали 79 человек (47 мужчин и 32 женщины), безработных было 9 (2 мужчин и 7 женщин). Среди 24 неактивных 6 человек были учениками или студентами, 14 — пенсионерами, 4 были неактивными по другим причинам.